# Superettan de 2007
A temporada de 2007 da Segunda Divisão do Campeonato Sueco de Futebol, denominada oficialmente de Superettan, foi disputada entre abril e outubro do mesmo ano.
O campeão foi o IFK Norrköping e o vice-campeão foi o Ljungskile SK.
Estes dois clubes, juntamente com o GIF Sundsvall, fora promovidos para a primeira divisão na temporada seguinte.